# Гоцци, Карло
Граф Ка́рло Го́цци (итал. Carlo Gozzi; 13 декабря 1720[…], Венеция[…] — 4 апреля 1806[…], Венеция, Венецианская провинция[…]) — итальянский писатель и драматург, автор сказочных пьес (фьяб; fiabe), использующих фольклорные элементы сюжета и принципы комедии дель арте в выборе персонажей-масок. Брат писателя Гаспаро Гоцци.

## Биография
Карло Гоцци был шестым из одиннадцати детей обедневшего венецианского графа Якопо Антонио Гоцци и его супруги Анджолы Тьеполо. В поисках средств к существованию в возрасте 16 лет записался в армию, действовавшую в Далмации. Через три года вернулся в Венецию. Написал несколько сатирических произведений (стихи и памфлеты), обеспечивших ему известность и открывших дорогу в литературное общество (Академию) Гранеллески. Это общество выступало за сохранение тосканских литературных традиций и против новомодных реалистических пьес таких драматургов, как Пьетро Кьяри и Карло Гольдони. Своими пьесами-сказками Гоцци пытался составить эстетическую оппозицию новой литературе.
Свою литературную деятельность Гоцци начал с написания поэм, вполне отвечавших духу Пульчи («Причудница Марфиза» и т. д.) и эссе, в которых он полемизировал с Гольдони, проводившим тогда свою знаменитую театральную реформу. Прекрасный знаток и пламенный поклонник комедии дель арте, Гоцци полагал, что плебейским вкусам потакают прежде всего комедии самого Гольдони, а вовсе не комедия дель арте, как утверждалось. Гоцци считал комедию масок лучшим, что дала Венеция театральному искусству.
Легенда гласит, что первую свою пьесу Гоцци написал, поспорив с Гольдони (который находился тогда в зените славы), что напишет пьесу на самый незатейливый сюжет, добившись при этом колоссального успеха. Вскоре появилась «Любовь к трём апельсинам». Её появлением Гоцци создал новый жанр — фьябу, или трагикомическую сказку для театра. В основе фьябы лежит сказочный материал, там причудливо смешиваются комическое и трагическое, причём источником комического являются, как правило, коллизии с участием масок (Панталоне, Труффальдино, Тартальи, Бригеллы и Смеральдины), а трагического — конфликт главных действующих лиц. Историю этой сказки использовал С. С. Прокофьев для своей оперы 1919 года «Любовь к трём апельсинам».
«Любовь к трём апельсинам» была написана специально для труппы Антонио Сакки, великого актёра-импровизатора. Сакки вместе со своей труппой как нельзя лучше осуществил замыслы Гоцци — успех постановки был потрясающий, равно как и успех 9 последующих фьяб.
«Любовь к трём апельсинам» была почти целиком импровизационной. Девять последующих фьяб сохранили импровизацию лишь там, где действие было связано с масками комедии дель арте, роли главных героев написаны благородным и выразительным белым стихом.
Фьябы Гоцци имеют огромную известность. Их высоко ценили Гёте, братья Август и Фридрих Шлегель, Э. Т. А. Гофман, мадам де Сталь, А. Н. Островский и многие другие. Покорённый талантом Гоцци, Фридрих Шиллер переработал для сцены Веймарского театра «Турандот» — одну из лучших пьес Гоцци, на сюжет которой позже была написана музыка Карла Марии фон Вебера и опера Джакомо Пуччини.
Оставив написание фьяб около 1765 года, Гоцци не оставил пера. Однако 23 пьесы в манере комедии плаща и шпаги принесли ему несравненно меньшую известность, нежели фьябы и написанные под конец жизни знаменитые «Бесполезные мемуары». Он был погребён в венецианской церкви Сан-Кассиано.
Его фьябы и по сей день идут по всему миру, вызывая восхищение зрителя.
По названию пьесы Карло Гоцци «Турандот» назван астероид (530) Турандот, открытый в 1904 году немецким астрономом Максом Вольфом в обсерватории Хайдельберг-Кёнигштуль.

## Сочинения
- Любовь к трём апельсинам (L’amore delle tre melarance, 1761)
- Ворон (Il Corvo, 1761)
- Король-олень (Il Re cervo, 1762)
- Турандот (Turandot, 1762)
- Женщина-змея (La donna serpente, 1762)
- Зобеида (La Zobeide, 1763)
- Счастливые нищие (I Pitocchi fortunati,1764)
- Голубое чудовище (Il mostro turchino, 1764)
- Зелёная птичка (L’Augellino belverde, 1765)
- Дзеим, царь джиннов (Zeim, re de' geni, 1765)
- Бесполезные воспоминания о жизни Карло Гоцци, написанные им самим и им же со смирением опубликованные (Memorie inutili della vita di Carlo Gozzi, scritte da lui medesimo, e da lui pubblicate per umiltà, 1797).

## Фильмы, снятые по мотивам произведений Карло Гоцци
- «Король-олень» — СССР, «Киностудия имени М. Горького», 1969 год, режиссёр Павел Арсенов
- «Любовь к трём апельсинам» — СССР, «Мосфильм» — Болгария, Софийская студия, 1970, режиссёры Виктор Титов и Юрий Богатыренко
- «Ворон» — СССР, 1986, режиссёр Валентин Плучек
- «Турандот» — СССР, «Грузия-фильм», 1990 год, режиссёр Отар Шаматава.